# 北沢産業
北沢産業株式会社（きたざわさんぎょう）は、日本の食品加工機器・業務用厨房機器の総合販売会社。

## 特色
他の大手業務用厨房機器販売会社と異なり、自社製造部門を持たないため、自社製品の製造は子会社のサンベイク、エース工業や協力会社からのOEMで行っている。
また、商社として欧米の業務用厨房機器を輸入・販売しているのも他社にはない特色でもある。

## 沿革
- 1951年3月 - 日本黒耀石工業株式会社を設立。
- 1960年4月 - 揚物調理機、厨房機器、調理機械器具の販売会社として、北沢産業株式会社を設立。
- 1963年7月 - 株式額面変更のため、同一商号の北沢産業株式会社（元日本黒耀石工業株式会社）に合併し、現在の地に本社を設置。
- 1963年9月 - 株式を公開、東京店頭銘柄(現ジャスダック)に登録。当時の証券コードは5987番だった。
- 1985年4月 - アメリカ、ホバート社との代理店契約を締結。同年10月よりホバート業務用厨房機器の販売。
- 1992年9月 - 東京証券取引所市場第2部に上場。
- 1999年9月 - 東京証券取引所市場第1部に上場。